# Leiothrix argentauris
El leiotrix cariblanco (Leiothrix argentauris) es una especie de ave paseriforme de la familia Leiothrichidae que habita en el Sureste de Asia, sobre todo en China, Sumatra, Malasia, India y el Tíbet.

## Subespecies
Sus subespecies y distribución son:
- M. argentauris argentauris (Hodgson, 1837) - Norte y Este de la India, Bután, Norte de Birmania y Sur de China.
- M. argentauris galbana (Mayr & Greenway, 1938) - Sur de Birmania y norte de Tailandia
- M. argentauris ricketti (La Touche, 1923) - China (Yunnan, Guixhou y Guangxi), norte de Laos y Vietnam.
- M. argentauris cunhaci (Robinson & Kloss, 1919) - Sur de Laos y Vietnam, Camboya.
- M. argentauris tahanensis (Yen Kwokyung, 1934) - Sur de Tailandia y Malasia peninsular.
- M. argentauris rookmakeri (Junge, 1948) - Norte de Sumatra.
- M. argentauris laurinae (Salvadori, 1879) - Sur de Sumatra.

## Dieta
Se alimentan de insectos y larvas. Además también comen frutas y verduras cuando están disponibles y semillas. En cautiverio comen uvas, arándanos, frambuesas, manzana, etc. El macho alimenta a las crías con insectos.

## Hábitat y características

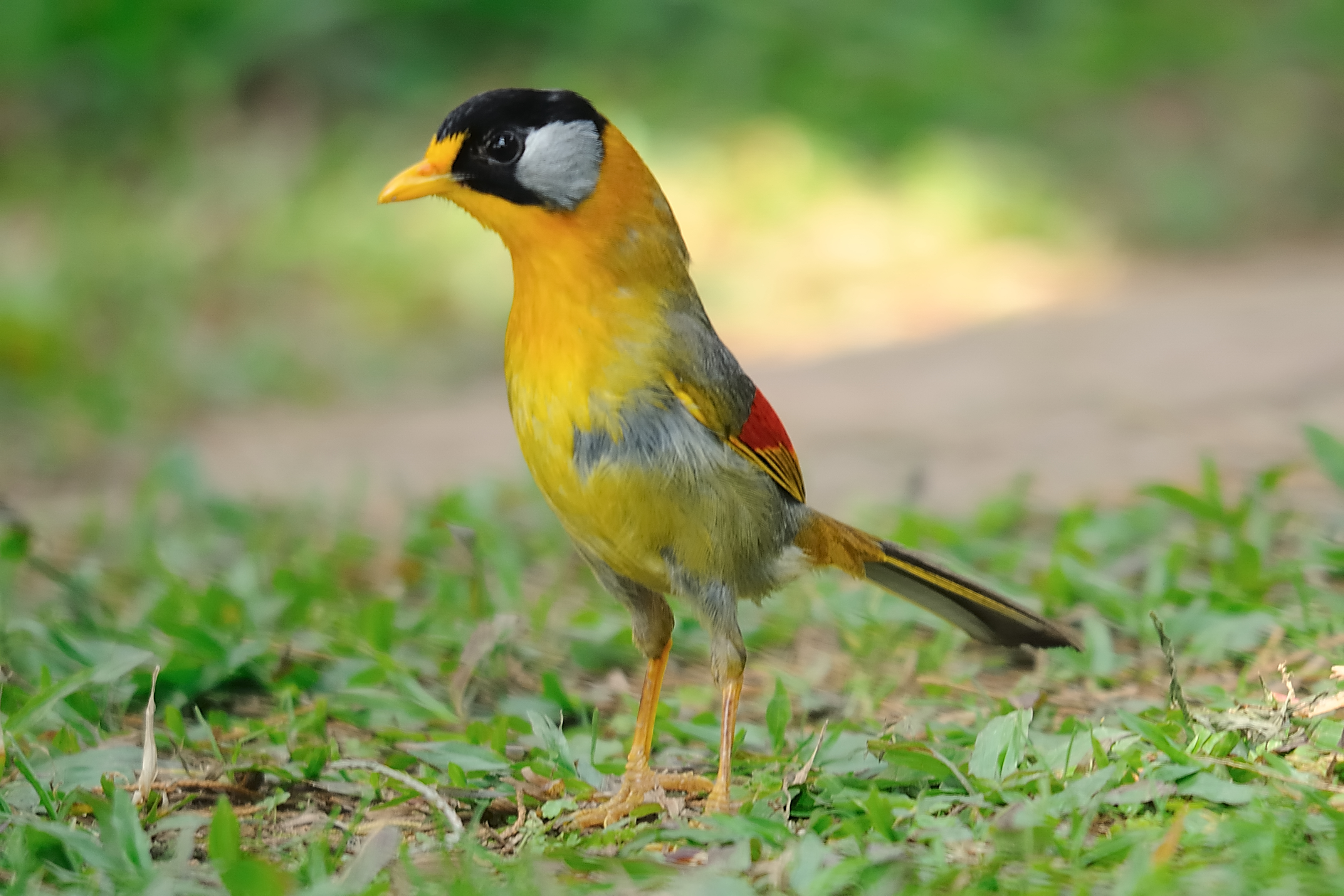
Hembra de Leiothrix argentauris

Suelen vivir en matorrales elevados entre 500-2.000 m al borde de bosques y selvas.
Se reúnen en pequeños grupos y viajan en bandos de 6 a 30 aves. Llega a alcanzar una longitud de 16,5 a 18 cm. Tanto machos como hembras tienen unos colores muy llamativos, de cara negra con las mejillas blancas, la garganta presenta una tonalidad amarilla, el vientre es verde oliva y las alas son un mosaico rojo y amarillo. Sin embargo la principal diferencia es que el macho tiene la rabadilla de color rojo, mientras que la de la hembra es de tonalidad naranja.

## Reproducción
Ponen de tres a cuatro huevos a la vez. Por lo general, los polluelos nacen unos 13 días después de la incubación. Los recién nacidos abandonan el nido a los 12 días de edad y a partir de las 3 semanas ya se pueden alimentar por su cuenta, aunque también son alimentados por los padres hasta el mes de edad. A los 12 días, los polluelos son capaces de volar unos tres metros de distancia. Los machos tratan de cantar por primera vez a las seis o siete semanas de edad.